# Eupithecia lechriotorna
Eupithecia lechriotorna är en fjärilsart som beskrevs av Dyar 1922. Eupithecia lechriotorna ingår i släktet Eupithecia och familjen mätare. Inga underarter finns listade i Catalogue of Life.